# Balkanska liga
Balkan International Basketball League službeni je naziv košarkaške lige koja se igra na području jugoistočne Europe. Liga je poznatija pod imenom BIBL ili  Balkanska liga. Već postoje regionalna ABA liga i Alpe Adria Cup, ali ove lige nemaju većih poveznica. 

## Povijest
Međunarodna košarkaška federacija FIBA dala je dozvolu da se oformi Balkanska liga, koja će službeno nositi naziv "Balkan International Basketball League" (BIBL). Nova regionalna liga u prvoj sezoni okupila je po dvije momčadi iz pet država: Srbije, Bugarske, Grčke, Makedonije i Rumunjske. Pošto su sve najbolje momčadi iz tih zemalja zauzete nastupanjem u jačim natjecanjima, u ligi nastupaju momčadi s manjim budžetom. Cilj ove lige je da se podigne kvalitet igre u tim klubovima i postane veći od onog u domaćim prvenstvima.
U prvoj sezoni nastupali su: Rabotnički, Feni (Makedonija), Brasov, Dinamo Bukurešt (Rumunjska), Euronis, Rilski Sportist, Levski (Bugarska), Mega Aqua Monta, Radnički 034 Group, Swisslion Takovo (Srbija). Prvi prvak ove lige je bugarski Rilski Sport koji je u finalu svladao makedonski Rabotnički. Uprava lige bila je veoma zadovoljna prvom sezonom postojanja lige i odlučili su da će ligu već u sljedećoj sezoni raširiti na 12 momčadi. Liga se namjeravala proširiti na ostale susjedne zemlje, ali u drugoj sezoni postojanja liga je proširana samo na klubove iz BiH i Crne Gore.

## Države natjecatelja
- Albanija (Liga A)
- Bugarska (NBL)
- Crna Gora (Opportunity Liga)
- Kosovo (BKT Superliga)
- Sjeverna Makedonija (Prva liga)

### Bivše države
- Bosna i Hercegovina (Superliga BiH)
- Grčka (A1 Ethniki)
- Hrvatska (A-1 liga)
- Izrael (Superliga)
- Rumunjska (Divizija A)
- Srbija (Košarkaška liga Srbije)

### Sudionici 2016./17.
- Tirana, Tirana
- Baroe, Stara Zagora
- Sutjeska, Nikšić
- Teodo, Tivat
- Trepça, Kosovska Mitrovica
- KB Peja, Peć
- Sigal, Priština
- Bashkimi, Prizren
- Feni Industries, Kavadarci
- Kumanovo, Kumanovo
- Kožuv, Gevgelija
- Karpoš Sokoli, Skoplje

#### Bivši sudionici
Napomena: klubovi su napisani po svojim uobičajenim nazivima 
| - Vllaznia, Skadar - Zrinjski, Mostar - Balkan, Botevgrad - Spartak, Pleven - Rilski Sportist, Samokov - Levski, Sofija - Černo More, Varna - Mornar, Bar - Lovćen, Cetinje - Ulcinj, Ulcinj | - Kavala, Kavala - Slavonski Brod, Slavonski Brod - Hapoel Gilboa Galil, Gan Ner - Hapoel, Tel Aviv - Rabotnički, Skoplje - Torus, Skoplje - CSU, Brașov - Dinamo, Bukurešt - Steaua, Bukurešt - SCM Universitatea, Craiova | - Gaz Metan, Mediaş - Mureș, Târgu Mureș - Timisoara, Temišvar - Mega, Beograd - OKK Beograd, Beograd - Radnički KG 06, Kragujevac - Radnički, Kragujevac / Vršac - Napredak, Kruševac - Metalac, Valjevo |

## Završnica
| Sezona    | Sustav      | Domaćin          | Dvorana                                                                 | Pobjednik               | Finalist                   | Rezultat     |
| --------- | ----------- | ---------------- | ----------------------------------------------------------------------- | ----------------------- | -------------------------- | ------------ |
| 2008./09. | Final-four  | Bugarska         | Arena Samokov, Samokov                                                  | Rilski Sportist Samokov | Feršped Rabotnički Skoplje | 84:77        |
| 2009./10. | Final-four  | Bugarska         | Hala Universiada, Sofija                                                | Levski Sofija           | Lovćen Cetinje             | 77:65        |
| 2010./11. | Final-four  | Makedonija       | Jasmin, Kavadarci                                                       | Feni Industri Kavadarci | Rilski Sportist Samokov    | 88:75        |
| 2011./12. | Final-four  | Izrael           | Gan Ner Hall, Gan Ner                                                   | Hapoel Gilboa Galil     | Levski Sofija              | 89:84        |
| 2012./13. | Final-four  | Bugarska         | Arena Samokov, Samokov                                                  | Hapoel Gilboa Galil     | Levski Sofija              | 87:79        |
| 2013./14. | Final-four  | Kosovo           | Pallati i Rinisë dhe Sporteve, Priština                                 | Levski Sofija           | Hapoel Gilboa Galil        | 75:69        |
| 2014./15. | Doigravanje | Kosovo Bugarska  | Pallati i Rinisë dhe Sporteve, Priština Arena Samokov, Samokov          | Sigal Priština          | Rilski Sportist Samokov    | 74:72, 80:71 |
| 2015./16. | Doigravanje | Kosovo Crna Gora | Pallati i Rinisë dhe Sporteve, Priština Sportaska dvorana Topolica, Bar | Sigal Priština          | Mornar Bar                 | 82:68, 68:75 |

## Vanjske poveznice
- Službena stranica
- Stranica lige na Eurobasket.com

| Međunarodna košarka | Međunarodna košarka |
| --- | ------------------- |
| |                     |
| FIBA \| Olimpijske igre \| Svjetsko prvenstvo \| FIBA-ina ljestvica Afrika: FIBA Afrika – Afričko prvenstvo Amerika: FIBA Amerika – Američko prvenstvo Azija: FIBA Azija - Azijsko prvenstvo Europa: FIBA Europa – Europsko prvenstvo Oceanija: FIBA Oceanija – Oceanijsko prvenstvo |                     |

| Međunarodna košarka | Međunarodna košarka |
| --- | ------------------- |
| |                     |
| FIBA \| Olimpijske igre \| Svjetsko prvenstvo \| FIBA-ina ljestvica Afrika: FIBA Afrika – Afričko prvenstvo Amerika: FIBA Amerika – Američko prvenstvo Azija: FIBA Azija - Azijsko prvenstvo Europa: FIBA Europa – Europsko prvenstvo Oceanija: FIBA Oceanija – Oceanijsko prvenstvo |                     |

| Bivše države: | Čehoslovačka • DR Njemačka • Jugoslavija • Srbija i Crna Gora • SSSR |

| eurokupovi            | Euroliga • ULEB Eurokup • FIBA Liga prvaka • FIBA Europe Cup |
|                       | |
| bivši eurokupovi      | Kup prvaka / FIBA Euroliga (1958.-2001.) • KPK / Eurokup / Saporta kup (1966.-2002.) • Kup Radivoja Koraća (1972.-2002.) • EuroChallenge (2003.-2015.) • Eurokup Challenge (2002.-2007.) • Regional Challenge (2002./03.) |
|                       | |
| regionalne lige       | VTB liga • Jadranska liga • Baltička liga • Balkanska liga • Alpe Adria Cup |
| bivše regionalne lige | NEBL • CEBL |

| bivše regionalne lige | NEBL • CEBL |

| SAD              | glavne lige National Basketball Association • NBL (1937.-1949.) • ABA (1967.-1976.) niže lige NBA D • CBA sveučilišne lige NCAA Divizija I • NCAA Divizija II • NCAA Divizija III • NAIA |
|                  | |
| međunarodne lige | FIBA Americas League • Liga Sudamericana • Kup prvaka Južne Amerike |
| glavne lige      | National Basketball Association • NBL (1937.-1949.) • ABA (1967.-1976.) |
|                  | |
| niže lige        | NBA D • CBA |
|                  | |
| sveučilišne lige | NCAA Divizija I • NCAA Divizija II • NCAA Divizija III • NAIA |

| glavne lige      | National Basketball Association • NBL (1937.-1949.) • ABA (1967.-1976.) |
|                  |                                                                         |
| niže lige        | NBA D • CBA                                                             |
|                  |                                                                         |
| sveučilišne lige | NCAA Divizija I • NCAA Divizija II • NCAA Divizija III • NAIA           |

| međunarodne lige | Azijski kup prvaka • ABA klupsko prvenstvo • ASEAN liga • Zapadnoazijska liga |

| Bivše države: | Čehoslovačka • DR Njemačka • Jugoslavija • Srbija i Crna Gora • SSSR |

| eurokupovi            | Euroliga • ULEB Eurokup • FIBA Liga prvaka • FIBA Europe Cup |
|                       | |
| bivši eurokupovi      | Kup prvaka / FIBA Euroliga (1958.-2001.) • KPK / Eurokup / Saporta kup (1966.-2002.) • Kup Radivoja Koraća (1972.-2002.) • EuroChallenge (2003.-2015.) • Eurokup Challenge (2002.-2007.) • Regional Challenge (2002./03.) |
|                       | |
| regionalne lige       | VTB liga • Jadranska liga • Baltička liga • Balkanska liga • Alpe Adria Cup |
| bivše regionalne lige | NEBL • CEBL |

| bivše regionalne lige | NEBL • CEBL |

| SAD              | glavne lige National Basketball Association • NBL (1937.-1949.) • ABA (1967.-1976.) niže lige NBA D • CBA sveučilišne lige NCAA Divizija I • NCAA Divizija II • NCAA Divizija III • NAIA |
|                  | |
| međunarodne lige | FIBA Americas League • Liga Sudamericana • Kup prvaka Južne Amerike |
| glavne lige      | National Basketball Association • NBL (1937.-1949.) • ABA (1967.-1976.) |
|                  | |
| niže lige        | NBA D • CBA |
|                  | |
| sveučilišne lige | NCAA Divizija I • NCAA Divizija II • NCAA Divizija III • NAIA |

| glavne lige      | National Basketball Association • NBL (1937.-1949.) • ABA (1967.-1976.) |
|                  |                                                                         |
| niže lige        | NBA D • CBA                                                             |
|                  |                                                                         |
| sveučilišne lige | NCAA Divizija I • NCAA Divizija II • NCAA Divizija III • NAIA           |

| međunarodne lige | Azijski kup prvaka • ABA klupsko prvenstvo • ASEAN liga • Zapadnoazijska liga |

| Bivše države: | Čehoslovačka • DR Njemačka • Jugoslavija • Srbija i Crna Gora • SSSR |

| eurokupovi            | Euroliga • ULEB Eurokup • FIBA Liga prvaka • FIBA Europe Cup |
|                       | |
| bivši eurokupovi      | Kup prvaka / FIBA Euroliga (1958.-2001.) • KPK / Eurokup / Saporta kup (1966.-2002.) • Kup Radivoja Koraća (1972.-2002.) • EuroChallenge (2003.-2015.) • Eurokup Challenge (2002.-2007.) • Regional Challenge (2002./03.) |
|                       | |
| regionalne lige       | VTB liga • Jadranska liga • Baltička liga • Balkanska liga • Alpe Adria Cup |
| bivše regionalne lige | NEBL • CEBL |

| bivše regionalne lige | NEBL • CEBL |

| SAD              | glavne lige National Basketball Association • NBL (1937.-1949.) • ABA (1967.-1976.) niže lige NBA D • CBA sveučilišne lige NCAA Divizija I • NCAA Divizija II • NCAA Divizija III • NAIA |
|                  | |
| međunarodne lige | FIBA Americas League • Liga Sudamericana • Kup prvaka Južne Amerike |
| glavne lige      | National Basketball Association • NBL (1937.-1949.) • ABA (1967.-1976.) |
|                  | |
| niže lige        | NBA D • CBA |
|                  | |
| sveučilišne lige | NCAA Divizija I • NCAA Divizija II • NCAA Divizija III • NAIA |

| glavne lige      | National Basketball Association • NBL (1937.-1949.) • ABA (1967.-1976.) |
|                  |                                                                         |
| niže lige        | NBA D • CBA                                                             |
|                  |                                                                         |
| sveučilišne lige | NCAA Divizija I • NCAA Divizija II • NCAA Divizija III • NAIA           |

| međunarodne lige | Azijski kup prvaka • ABA klupsko prvenstvo • ASEAN liga • Zapadnoazijska liga |

| Bivše države: | Čehoslovačka • DR Njemačka • Jugoslavija • Srbija i Crna Gora • SSSR |

| eurokupovi            | Euroliga • ULEB Eurokup • FIBA Liga prvaka • FIBA Europe Cup |
|                       | |
| bivši eurokupovi      | Kup prvaka / FIBA Euroliga (1958.-2001.) • KPK / Eurokup / Saporta kup (1966.-2002.) • Kup Radivoja Koraća (1972.-2002.) • EuroChallenge (2003.-2015.) • Eurokup Challenge (2002.-2007.) • Regional Challenge (2002./03.) |
|                       | |
| regionalne lige       | VTB liga • Jadranska liga • Baltička liga • Balkanska liga • Alpe Adria Cup |
| bivše regionalne lige | NEBL • CEBL |

| bivše regionalne lige | NEBL • CEBL |

| SAD              | glavne lige National Basketball Association • NBL (1937.-1949.) • ABA (1967.-1976.) niže lige NBA D • CBA sveučilišne lige NCAA Divizija I • NCAA Divizija II • NCAA Divizija III • NAIA |
|                  | |
| međunarodne lige | FIBA Americas League • Liga Sudamericana • Kup prvaka Južne Amerike |
| glavne lige      | National Basketball Association • NBL (1937.-1949.) • ABA (1967.-1976.) |
|                  | |
| niže lige        | NBA D • CBA |
|                  | |
| sveučilišne lige | NCAA Divizija I • NCAA Divizija II • NCAA Divizija III • NAIA |

| glavne lige      | National Basketball Association • NBL (1937.-1949.) • ABA (1967.-1976.) |
|                  |                                                                         |
| niže lige        | NBA D • CBA                                                             |
|                  |                                                                         |
| sveučilišne lige | NCAA Divizija I • NCAA Divizija II • NCAA Divizija III • NAIA           |

| međunarodne lige | Azijski kup prvaka • ABA klupsko prvenstvo • ASEAN liga • Zapadnoazijska liga |